# Ettie
Ettie es la mascota de la Copa Mundial Femenina de Fútbol de 2019 en Francia. Ettie es una polluela, su cuerpo es amarillo, viste una camiseta de marinera, muy de moda y con cierta nostalgia clásica a la francesa, que rememora la bandera nacional con las palabras "FRANCE 2019" (Francia 2019 en español) y unos shorts azules. Es la hija de Footix, la mascota del Copa Mundial de Fútbol de 1998.

## Etimología
El nombre de Ettie proviene de la palabra francesa para estrella (étoile), debido a la resplandeciente estrella con la que se condecoró a su padre cuando se coronó campeón de la Copa del Mundo en 1998.

## Descripción
Ettie es una gallus gallus domesticus que siente una gran pasión por la vida y el fútbol. Encontramos a varias mascotas en su ancestral y plumífero linaje, ya que se trata de la hija de Footix, la mascota oficial de la Copa Mundial de la FIFA Francia 1998™. Sus fuertes lazos genéticos con el victorioso gallo, que sigue siendo un símbolo popular de Francia, hacen de ella la mascota ideal de la Copa Mundial Femenina de la FIFA Francia 2019™.

## Historia
Cuando se coronó campeón de la Copa del Mundo en 1998. Footix lanzó su lucero del alba al firmamento para que brillara por la noche y, al paso de algunos años de viajar por el cosmos, regresó a su progenitor transformada en la titilante Ettie.
Footix supo de inmediato que Ettie era alguien muy especial, no solo por su destellante personalidad que irradiaba alegría y contagiaba a todos los que la contemplaban, sino también porque padre e hija compartían un amor verdadero por el fútbol.
A lo largo de muchos años en los que disfrutaron juntos jugando al fútbol, Footix descubrió la audacia y el deslumbrante talento como jugadora de su retoño, que quedaron sintetizados en el lema del Mundial 2019: DARE TO SHINE™ (EL MOMENTO DE BRILLAR).
Ettie tiene espíritu de equipo y don de gentes. En ocasiones puede ser muy pícara, pero resulta encantadora por su cálido sentido del humor con el que regala un rostro de amistad a la Copa Mundial Femenina de Fútbol de 2019.